# Lijst van gouverneurs van Kronobergs län
Dit is een lijst van gouverneurs van de provincie Kronobergs län in Zweden, in de periode 1634 tot heden. Kronobergs län is een län, een provincie in het zuiden van Zweden. Het Zweeds voor gouverneur is landshövding.
1. Bengt Kafle 1634–1636
2. Bengt Bagge av Berga 1636–1653
3. Mauritz Holst 1653–1654
4. Gabriel Gyllenankar 1655–1657
5. Mauritz Posse 1657–1664
6. Jakob Flemming 1674–1676
7. Gustaf Lilliecrona 1676–1679
8. Jonas Klingstedt 1687–1687
9. Åke Ulfsparre 1687–1701
10. Gustaf von Fatzburg 1701–1710
11. Axel Banér 1710–1718
12. Olof Törnflycht 1718–1719
13. Jakob Cronstedt 1719–1727
14. Johan Brauner 1727–1729
15. Anders Koskull 1729–1746
16. Gustaf Henrik Rothlieb 1747–1758
17. Peter von Psilander 1758–1763
18. Joakim Beck-Friis 1763–1769
19. Adam Johan Raab 1769–1776
20. Olof von Nackreij 1776–1782
21. Salomon Hedenstierna 1782–1787
22. Göran Henrik Falkenberg 1787–1793
23. Carl Stellan Mörner 1793–1827
24. Carl Mörner 1827–1863
25. Carl Johan Thyselius 1863–1864
26. Gustaf Lorentz Munthe 1864–1875
27. Gunnar Wennerberg 1875–1888
28. Gustaf H. Spens 1888–1898
29. Charles E. Oelreich 1898–1909
30. Alexis Hammarström 1909–1925
31. August Beskow 1925–1944
32. Erik Lundh 1944–1946
33. Thorwald Bergqvist 1946–1965
34. Gunnar Helén 1965–1970
35. Lars Eliasson 1971–1977
36. Astrid Kristensson 1977–1982
37. Britt Mogård 1983–1988
38. Sten Wickbom 1988–1995
39. Wiggo Komstedt 1995–2002
40. Lars-Åke Lagrell 2002–2006
41. Claes Sjöblom, waarnemend 2006–2007
42. Kristina Alsnér 2007–2016
43. Anders Flanking, waarnemend 2016–2017
44. Ingrid Burman 2017–2019
45. Kristina Zetterström, waarnemend 2019–2020
46. Maria Arnholm, sinds 2020

Blekinge län · Dalarnas län · Gävleborgs län · Gotlands län · Hallands län · Jämtlands län · Jönköpings län · Kalmar län · Kronobergs län · Norrbottens län · Örebro län · Östergötlands län · Skåne län · Södermanlands län · Stockholms län · Uppsala län · Värmlands län · Västerbottens län · Västernorrlands län · Västmanlands län · Västra Götalands län